# Walking city
A Walking City  foi uma ideia proposta pelo arquiteto britânico Ron Herron, em 1964. Em um artigo na revista  de arquitetura avant-garde, a Archigram, Ron Herron propôs a construção de enormes estruturas robóticas móveis, com inteligência própria, que poderiam percorrer o mundo livremente, movendo-se para onde seus recursos ou capacidades de fabricação fossem necessários. Várias cidades poderiam se interligar para formar maior "metrópoles ambulantes" quando necessário, e em seguida se dispersarem quando seu poder concentrado não fosse mais necessário. Edifícios ou estruturas individuais também podem ser móveis, movendo-se sempre que seu dono quisesse ou fosse necessário.

## Espaço
Geoffrey A. Landis propôs em 1989 que uma base móvel na cidade ou na Lua poderia se mover para permanecer constantemente sob a luz solar, permitindo assim o uso de energia solar e evitando a escuridão e o frio da noite lunar. Mais tarde, ele sugeriu que o mesmo conceito pode ser usado no planeta Mercúrio onde uma base móvel ou cidade poderia ser usada para evitar a luz solar ao ficar na região de clima temperado do crepúsculo perto do terminador, embora esse conceito já havia sido antecipado pelo escritor de ficção científica Kim Stanley Robinson em 1986.
Em Marte (planeta) e na Lua, Robert Zubrin propôs que os veículos de pouso pudessem ser equipados com pernas de tal forma que pudessem "caminar" em toda a superfície e se ligar para formar unidades habitacionais maiores.